# Saint-Pons-de-Thomières
Pour les articles homonymes, voir Saint-Pons.
Saint-Pons-de-Thomières [sɛ̃ pɔ̃s də tɔmjɛʁə] (en occitan Sant Ponç de Tomièiras ['sant 'puns de tu'miɛjrɔs]), est une commune française située à l'ouest du département de l'Hérault en région Occitanie.
Exposée à un climat méditerranéen, elle est drainée par le Jaur, l'Aguze, la Salesse, le ruisseau de Cavenac, le ruisseau de Fonclare, le ruisseau du Saut et par divers autres petits cours d'eau. Incluse dans le parc naturel régional du Haut-Languedoc, la commune possède un patrimoine naturel remarquable : deux sites Natura 2000 (la « grotte de la Rivière Morte » et la « grotte de la source du Jaur ») et quatre zones naturelles d'intérêt écologique, faunistique et floristique.
Saint-Pons-de-Thomières est une commune rurale qui compte 1 718 habitants en 2022, après avoir connu un pic de population de 7 271 habitants en 1846. Ses habitants sont appelés les Saint-Ponais ou  Saint-Ponaises.

## Géographie

### Communes limitrophes
Les communes limitrophes sont  Courniou, Le Soulié, Rieussec, Riols et Verreries-de-Moussans.
|                       | Le Soulié               |                                     |
| Courniou              | Saint-Pons-de-Thomières | Riols                               |
| Verreries-de-Moussans | Rieussec                | Pardailhan, Saint-Jean-de-Minervois |

### Climat
Pour des articles plus généraux, voir Climat de l'Occitanie et Climat de l'Hérault.
En 2010, le climat de la commune est de type climat méditerranéen altéré, selon une étude s'appuyant sur une série de données couvrant la période 1971-2000. En 2020, Météo-France publie une typologie des climats de la France métropolitaine dans laquelle la commune est exposée à un climat méditerranéen et est dans la région climatique  Provence, Languedoc-Roussillon, caractérisée par une pluviométrie faible en été, un très bon ensoleillement (2 600 h/an), un été chaud (21,5 °C), un air très sec en été, sec en toutes saisons, des vents forts (fréquence de 40 à 50 % de vents > 5 m/s) et peu de brouillards.
Pour la période 1971-2000, la température annuelle moyenne est de 12,8 °C, avec une amplitude thermique annuelle de 15,2 °C. Le cumul annuel moyen de précipitations est de 1 263 mm, avec 10,1 jours de précipitations en janvier et 4,2 jours en juillet. Pour la période 1991-2020, la température moyenne annuelle observée sur la station météorologique la plus proche, située sur la commune de Labastide-Rouairoux à 10 km à vol d'oiseau, est de 12,1 °C et le cumul annuel moyen de précipitations est de 1 284,7 mm,. Pour l'avenir, les paramètres climatiques de la commune estimés pour 2050 selon différents scénarios d'émission de gaz à effet de serre sont consultables sur un site dédié publié par Météo-France en novembre 2022.

### Milieux naturels et biodiversité

#### Espaces protégés
La protection réglementaire est le mode d’intervention le plus fort pour préserver des espaces naturels remarquables et leur biodiversité associée,.
Un  espace protégé est présent sur la commune : 
le parc naturel régional du Haut-Languedoc, créé en 1973 et d'une superficie de 307 184 ha, qui s'étend sur 118 communes et deux départements. Implanté de part et d’autre de la ligne de partage des eaux entre Océan Atlantique et mer Méditerranée, ce territoire est un véritable balcon dominant les plaines viticoles du Languedoc et les étendues céréalières du Lauragais,.

#### Réseau Natura 2000

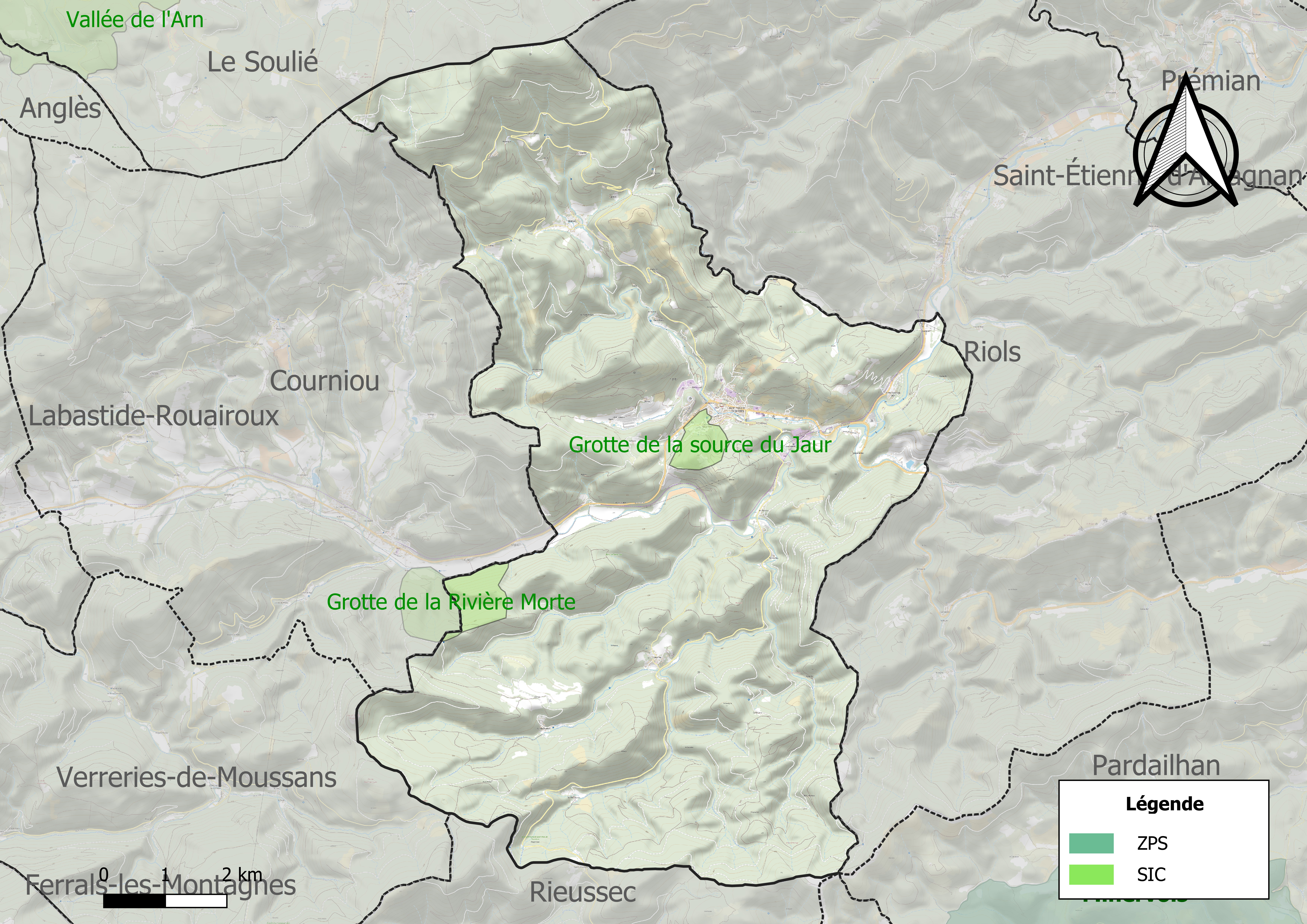
Sites Natura 2000 sur le territoire communal.

Le réseau Natura 2000 est un réseau écologique européen de sites naturels d'intérêt écologique élaboré à partir des directives habitats et oiseaux, constitué de zones spéciales de conservation (ZSC) et de zones de protection spéciale (ZPS).
Deux sites Natura 2000 ont été définis sur la commune au titre de la directive habitats :
- la « grotte de la Rivière Morte », d'une superficie de 89,5 ha, un site d'hivernage majeur pour l'une des espèces de Chauve-souris d'intérêt communautaire, le Grand Murin[14] ;
- la « grotte de la source du Jaur », d'une superficie de 30,3 ha, abritant une très importante colonie d'une chauve-souris : le Minioptère de Schreibers[15] ;

#### Zones naturelles d'intérêt écologique, faunistique et floristique
L’inventaire des zones naturelles d'intérêt écologique, faunistique et floristique (ZNIEFF) a pour objectif de réaliser une couverture des zones les plus intéressantes sur le plan écologique, essentiellement dans la perspective d’améliorer la connaissance du patrimoine naturel national et de fournir aux différents décideurs un outil d’aide à la prise en compte de l’environnement dans l’aménagement du territoire.
Deux ZNIEFF de type 1 sont recensées sur la commune :
la « grotte de la rivière Morte » (248 ha), couvrant 2 communes du département et 
la « grotte de la source du Jaur » (35 ha)
et deux ZNIEFF de type 2, : 
- le « massif du Somail » (23 004 ha), couvrant 11 communes dont dix dans l'Hérault et une dans le Tarn[19] ;
- la « montagne noire centrale » (34 724 ha), couvrant 27 communes du département[20].

Carte des ZNIEFF de type 1 et 2 à Saint-Pons-de-Thomières.
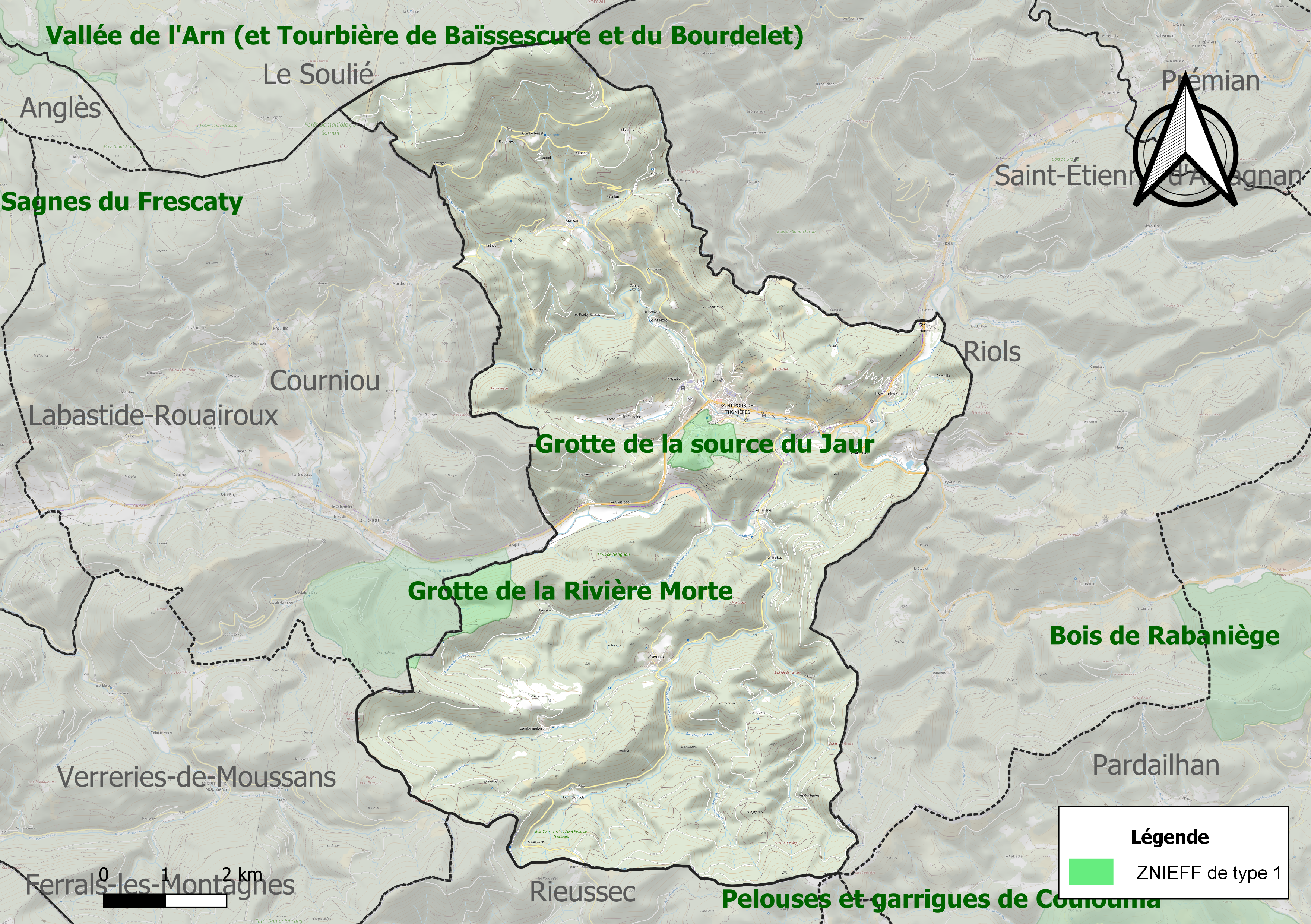
Carte des ZNIEFF de type 1 sur la commune.
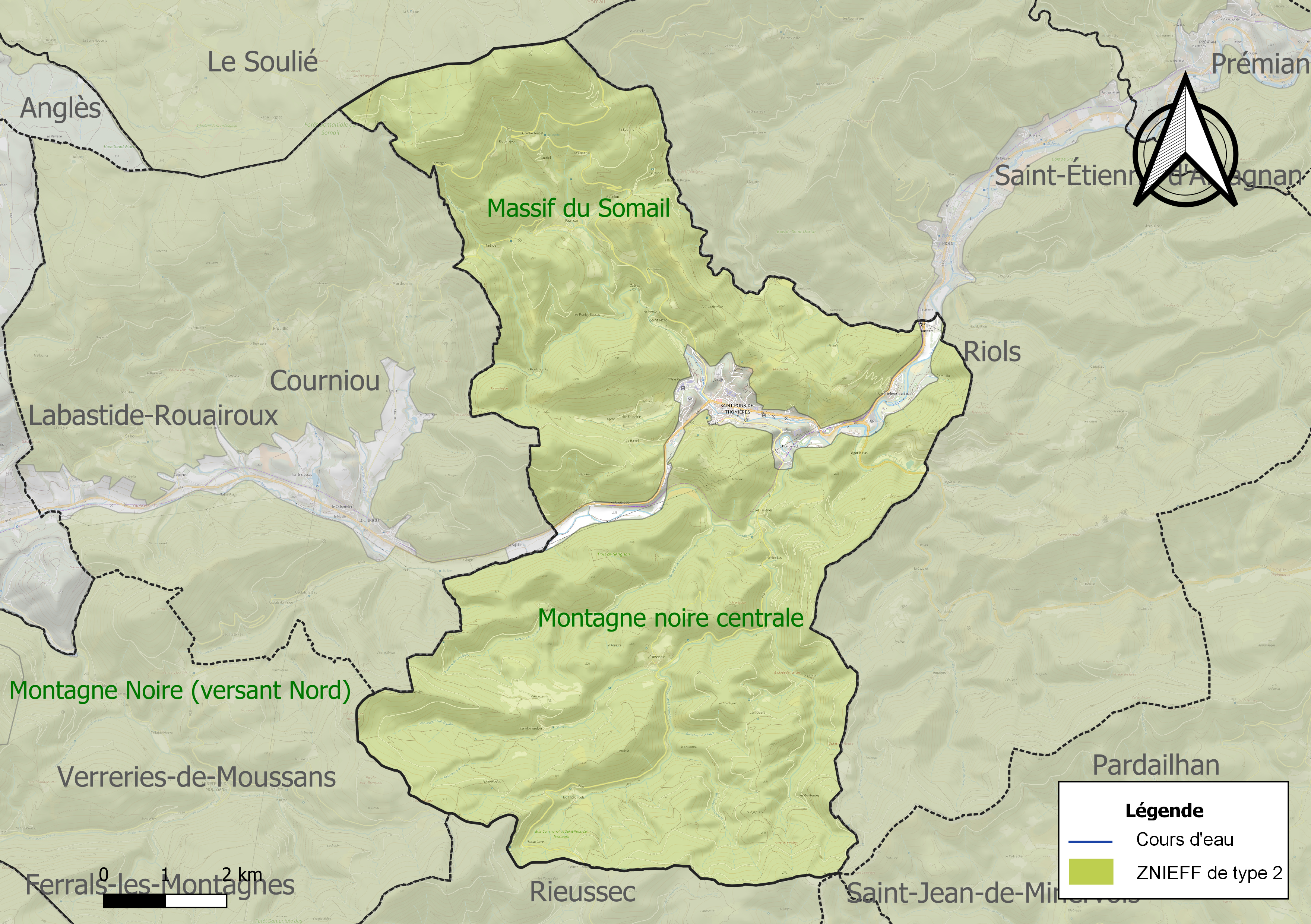
Carte des ZNIEFF de type 2 sur la commune.

## Urbanisme

### Typologie
Au 1er janvier 2024, Saint-Pons-de-Thomières est catégorisée bourg rural, selon la nouvelle grille communale de densité à sept niveaux définie par l'Insee en 2022.
Elle est située hors unité urbaine et hors attraction des villes,.

### Occupation des sols
L'occupation des sols de la commune, telle qu'elle ressort de la base de données européenne d’occupation biophysique des sols Corine Land Cover (CLC), est marquée par l'importance des forêts et milieux semi-naturels (93 % en 2018), une proportion sensiblement équivalente à celle de 1990 (93,3 %). La répartition détaillée en 2018 est la suivante : 
forêts (84,7 %), milieux à végétation arbustive et/ou herbacée (8,4 %), zones agricoles hétérogènes (3 %), zones urbanisées (2,4 %), mines, décharges et chantiers (0,8 %), prairies (0,7 %). L'évolution de l’occupation des sols de la commune et de ses infrastructures peut être observée sur les différentes représentations cartographiques du territoire : la carte de Cassini (XVIIIe siècle), la carte d'état-major (1820-1866) et les cartes ou photos aériennes de l'IGN pour la période actuelle (1950 à aujourd'hui).

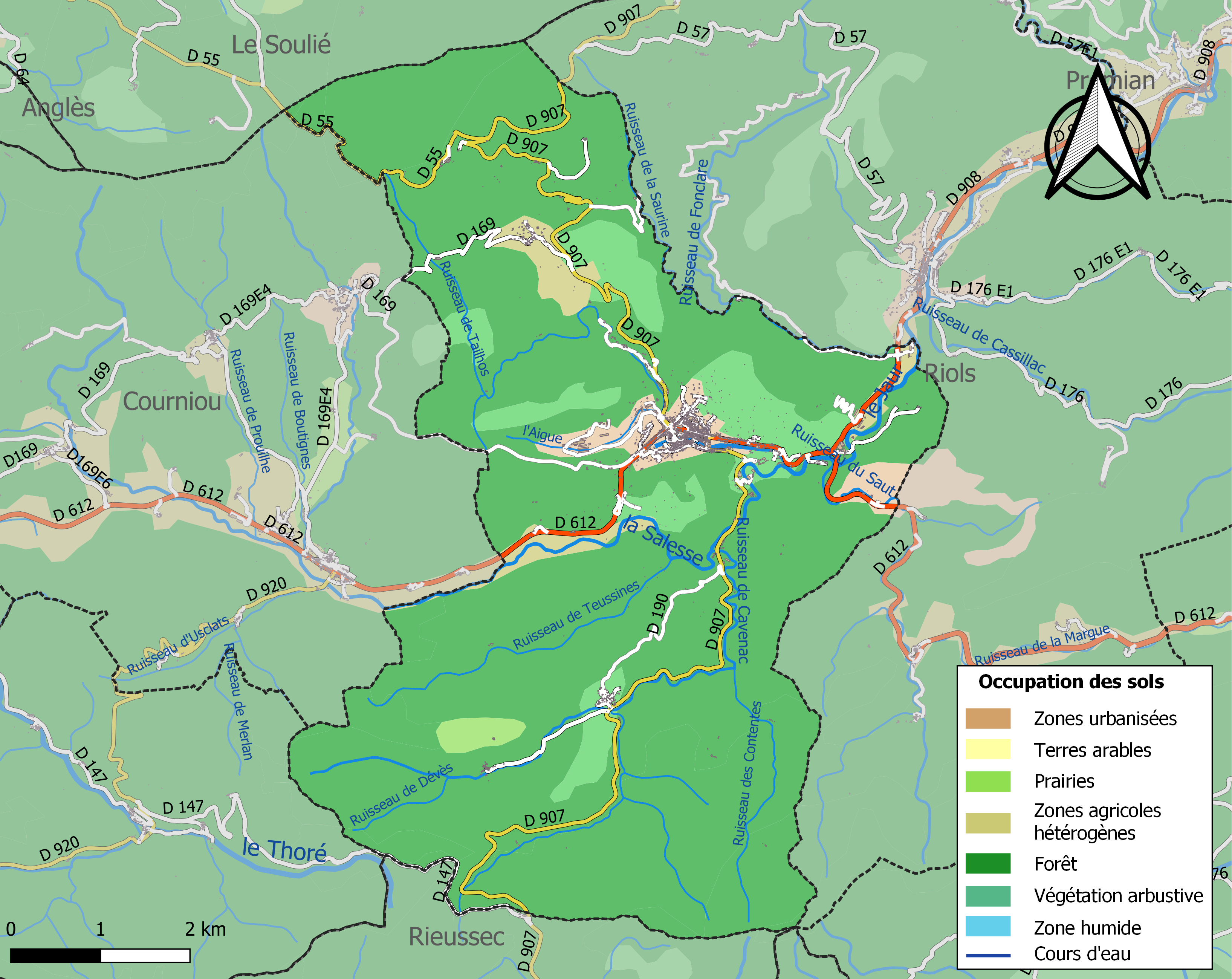
Carte des infrastructures et de l'occupation des sols de la commune en 2018 (CLC).

### Risques majeurs
Le territoire de la commune de Saint-Pons-de-Thomières est vulnérable à différents aléas naturels : météorologiques (tempête, orage, neige, grand froid, canicule ou sécheresse), inondations, feux de forêts, mouvements de terrains et séisme (sismicité très faible). Il est également exposé à un risque technologique, le transport de matières dangereuses, et à deux risques particuliers : le risque minier et le risque de radon. Un site publié par le BRGM permet d'évaluer simplement et rapidement les risques d'un bien localisé soit par son adresse soit par le numéro de sa parcelle.

#### Risques naturels
Certaines parties du territoire communal sont susceptibles d’être affectées par le risque d’inondation par débordement de cours d'eau, notamment le Jaur et la Salesse. La commune a été reconnue en état de catastrophe naturelle au titre des dommages causés par les inondations et coulées de boue survenues en 1982, 1995, 1996, 1999, 2011, 2017 et 2018,.
Saint-Pons-de-Thomières est exposée au risque de feu de forêt. Un plan départemental de protection des forêts contre les incendies (PDPFCI) a été approuvé en juin 2013 et court jusqu'en 2022, où il doit être renouvelé. Les mesures individuelles de prévention contre les incendies sont précisées par deux arrêtés préfectoraux et s’appliquent dans les zones exposées aux incendies de forêt et à moins de 200 mètres de celles-ci. L’arrêté du 25 avril 2002 réglemente l'emploi du feu en interdisant notamment d’apporter du feu, de fumer et de jeter des mégots de cigarette dans les espaces sensibles et sur les voies qui les traversent sous peine de sanctions. L'arrêté du 11 mars 2013 rend le débroussaillement obligatoire, incombant au propriétaire ou ayant droit,.

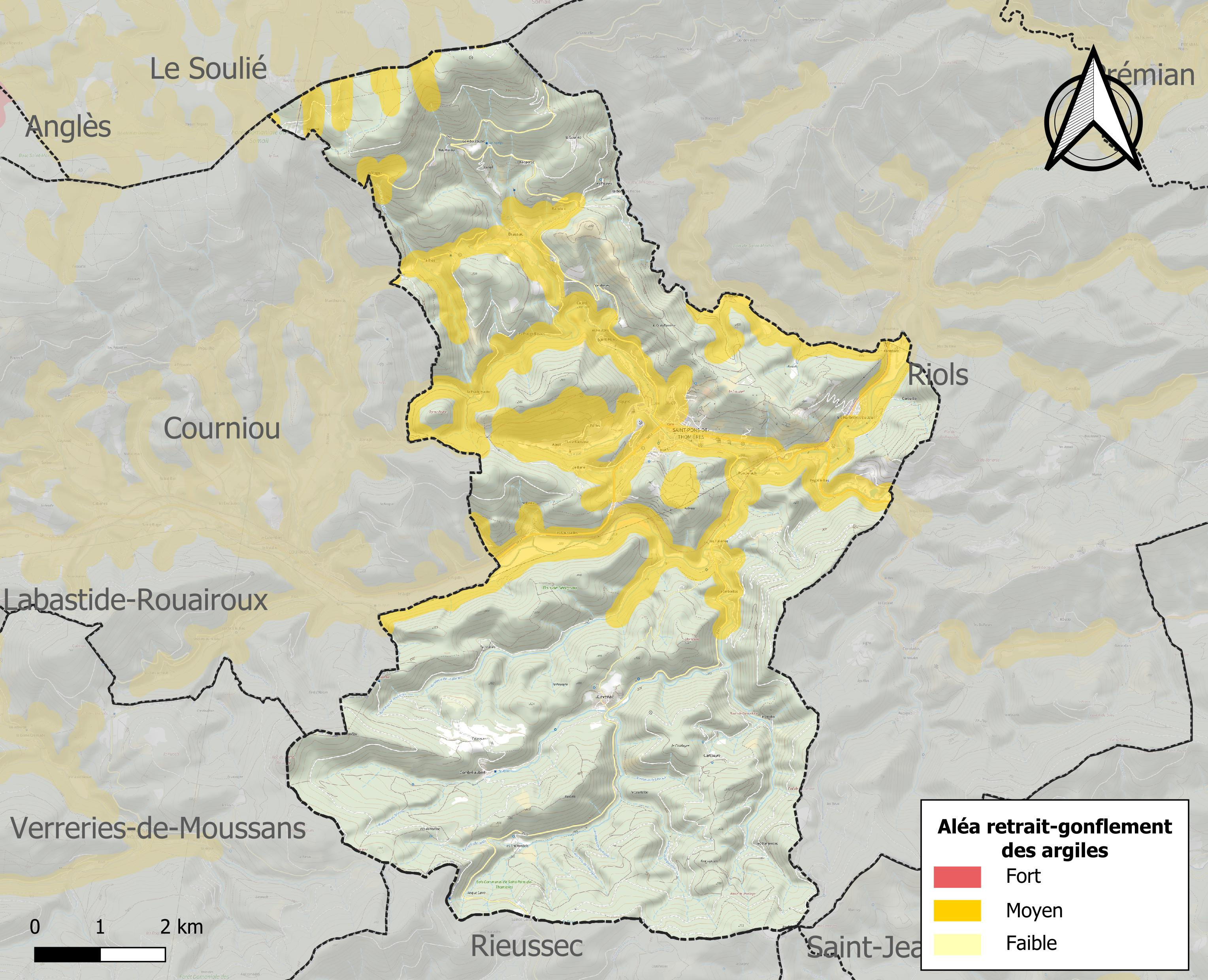
Carte des zones d'aléa retrait-gonflement des sols argileux de Saint-Pons-de-Thomières.

La commune est vulnérable au risque de mouvements de terrains constitué principalement du retrait-gonflement des sols argileux. Cet aléa est susceptible d'engendrer des dommages importants aux bâtiments en cas d’alternance de périodes de sécheresse et de pluie. 22,7 % de la superficie communale est en aléa moyen ou fort (59,3 % au niveau départemental et 48,5 % au niveau national). Sur les 876 bâtiments dénombrés sur la commune en 2019, 702 sont en aléa moyen ou fort, soit 80 %, à comparer aux 85 % au niveau départemental et 54 % au niveau national. Une cartographie de l'exposition du territoire national au retrait gonflement des sols argileux est disponible sur le site du BRGM,.
Par ailleurs, afin de mieux appréhender le risque d’affaissement de terrain, l'inventaire national des cavités souterraines permet de localiser celles situées sur la commune.

#### Risques technologiques
Le risque de transport de matières dangereuses sur la commune est lié à sa traversée par des infrastructures routières ou ferroviaires importantes ou la présence d'une canalisation de transport d'hydrocarbures. Un accident se produisant sur de telles infrastructures est susceptible d’avoir des effets graves sur les biens, les personnes ou l'environnement, selon la nature du matériau transporté. Des dispositions d’urbanisme peuvent être préconisées en conséquence.

#### Risque particulier
L’étude Scanning de Géodéris réalisée en 2008 a établi pour le département de l’Hérault une identification rapide des zones de risques miniers liés à l’instabilité des terrains. Elle a été complétée en 2015 par une étude approfondie sur les anciennes exploitations minières du bassin houiller de Graissessac et du district polymétallique de Villecelle. La commune est ainsi concernée par le risque minier, principalement lié à l’évolution des cavités souterraines laissées à l’abandon et sans entretien après l’exploitation des mines.
Dans plusieurs parties du territoire national, le radon, accumulé dans certains logements ou autres locaux, peut constituer une source significative d’exposition de la population aux rayonnements ionisants. Certaines communes du département sont concernées par le risque radon à un niveau plus ou moins élevé. Selon la classification de 2018, la commune de Saint-Pons-de-Thomières est classée en zone 3, à savoir zone à potentiel radon significatif.

## Toponymie
Saint-Pons et Thomières sont, à l'origine, deux paroisses distinctes.
Au IVe millénaire av. J.-C., des hommes se sont installés autour de la source du Jaur : c'est la naissance de Thomières. L'étymologie de Thomières repose sur le mot occitan mais aussi d'origine celte qui signifie « source abondante », et d'origine pré-latine tomièra qui désigne un clayon de laiterie[pas clair]. Dans l'Histoire générale du Languedoc, on trouve les mentions « monasterium...nomine Tomerias » en 939 et « monasterii S. Poncii Tomeriensis » en 940.
En 936, le comte Raymond Pons de Toulouse fait construire une abbaye de l'autre côté de la rivière Jaur, c'est la naissance de Saint-Pons.
Thomières était dit « ville moindre », « ville des pauvres », alors que Saint-Pons avec son abbaye et ses maisons de maîtres était dite « ville mage ».
La commune de Saint-Pons a pris le nom de Saint-Pons-de-Thomières par le décret du 11 juin 1979 publié au Journal officiel de la République française (JORF) du 14 juin 1979 avec effet au 15 juin 1979. Aujourd'hui les deux villes sont regroupées.

## Histoire
L'abbaye de Saint-Pons-de-Thomières a été fondée par Raymond III Pons, comte de Toulouse, en l'honneur du saint martyr Pons de Cimiez.
La paroisse de la ville était Saint-Martin du Jaur. Les paroisses de Saint-Thomas des Verreries, Notre-Dame de Courniou, Saint-Fabien de Prouilhe et Saint-Mathias de Marthomis étaient des annexes de la paroisse de Saint-Pons.
Initialement, Saint-Pons-de-Thomières faisait partie du diocèse de Narbonne. Puis un diocèse de Saint-Pons-de-Thomières a été créé en 1318 qui a duré jusqu'en 1790.

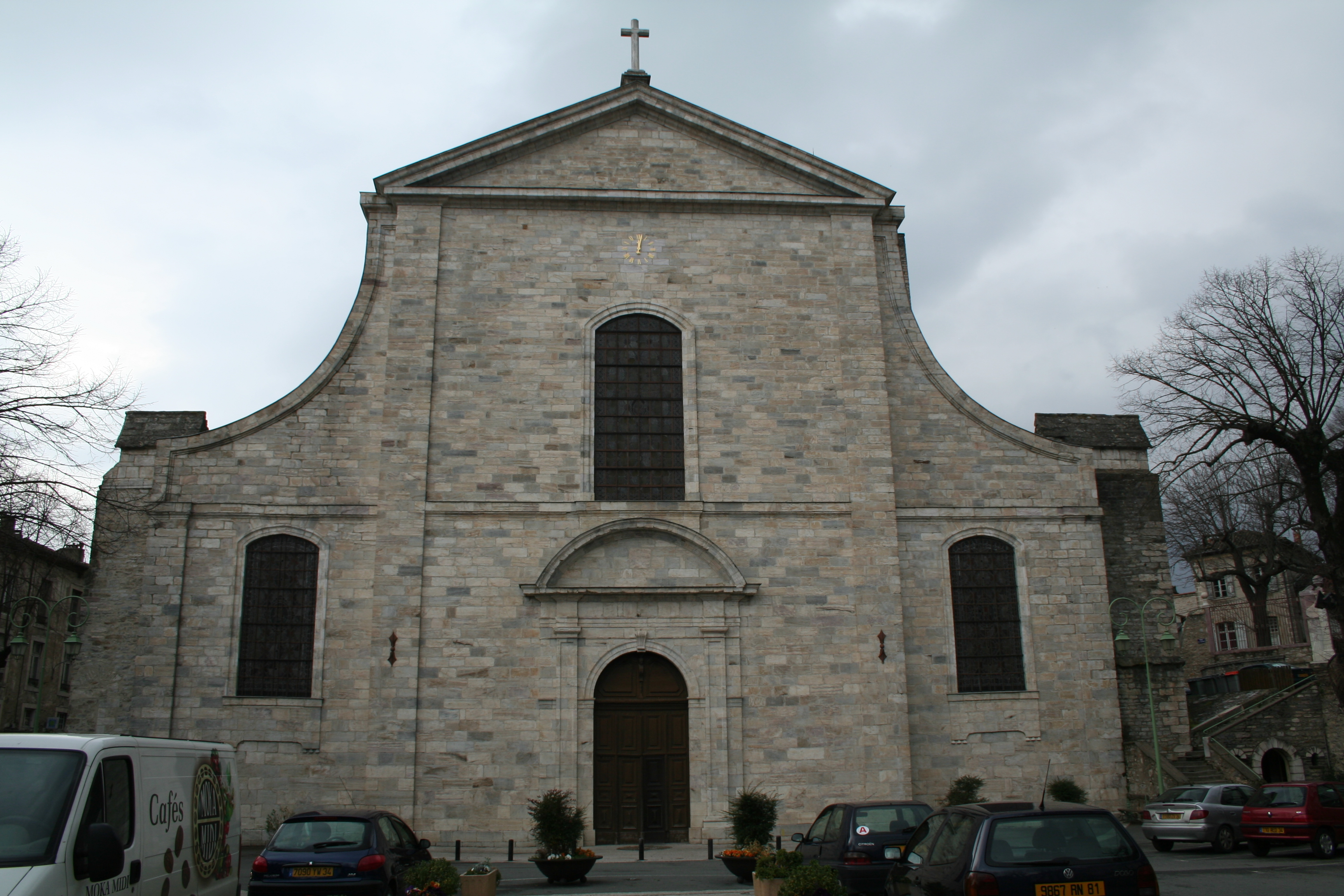
Façade néoclassique est de la cathédrale Saint-Pons, reconstruite au XVIIIe siècle.

Située à la limite des territoires du comte de Toulouse et du vicomte de Trencavel, Saint-Pons-de-Thomières appartenait à la sénéchaussée de Béziers, mais avait le privilège de se présenter au sénéchal de Carcassonne ou à celui de Béziers.
Lors de la Révolution française, les citoyens de la commune se réunissent au sein de la société révolutionnaire, baptisée « société républicaine » et créée avant juillet 1791.

Durant cette période, la commune porte le nom de Thomières. Elle est rebaptisée Saint-Pons en 1793.
En 1790, le diocèse de Saint-Pons est supprimé en tant que division administrative, lors de la création des départements par la Constituante : il est alors compris dans le "département maritime du Bas-Languedoc", qui devient le département de l'Hérault.
Saint-Pons est alors le chef-lieu d'un district englobant l'ancien diocèse civil et trois communes distraites de l'ancien diocèse de Béziers.
Par la loi du 28 pluviôse an VIII (17 février 1800), lors de la création des préfectures et sous-préfectures, Saint-Pons devient chef-lieu du quatrième arrondissement de l'Hérault.
En 1864, Saint-Pons perd des territoires qui réunis à ceux distraits des communes de Boisset et Rieussec, forment la commune nouvelle des Verreries-de-Moussans.
En 1884, Saint-Pons perd les hameaux de Courniou, Prouilhe et Marthomis et Rieussec, qui forment la commune nouvelle de Courniou.
En 1926, une réforme administrative supprime définitivement l'arrondissement de Saint-Pons qui est rattaché à l'arrondissement de Béziers.
Par le décret du 11 juin 1979, Saint-Pons prend le nom de Saint-Pons-de-Thomières.
En 1948, la commune a reçu la croix de guerre (décret du 11 novembre 1948).
Dans le contexte de la fin de la guerre d’Algérie, un hameau de forestage a été construit à destination de familles de harkis sur le lieu-dit « Plô de Mailhac », isolé du centre de la commune ; le hameau de forestage a été utilisé de 1963 à 1974. Les familles ont ensuite été relogées lors de la construction des HLM des Marbrières, à 3 km du centre de Saint-Pons-de-Thomières.
Georgette Tailhades, maire de Saint-Pons-de-Thomières de 1977 à 1989, décédée en mars 2016, lègue à la commune 800000 €.

## Héraldique
| Blason de Saint-Pons-de-Thomières | Blason  | D'argent à un arbre de sinople fûté de sable, accompagné de deux lettres capitales du même, S à dextre et P à senestre. |
| Blason de Saint-Pons-de-Thomières | Détails | Le statut officiel du blason reste à déterminer.                                                                        |

## Politique et administration

Affiche électorale (1914).

| Période           | Période          | Identité                       | Étiquette | Qualité                                                    |
| ----------------- | ---------------- | ------------------------------ | --------- | ---------------------------------------------------------- |
| 1602              | 25 mars 1603     | Cambon                         |           |                                                            |
| 25 mars 1603      | 25 mars 1605     | Maurin de la Roque             |           | Bourgeois                                                  |
| 25 mars 1605      | 25 mars 1606     | Jacques Verdiguier             |           | Marchand                                                   |
| 25 mars 1606      | 25 mars 1607     | François De Guibbail           |           |                                                            |
| 25 mars 1607      | 25 mars 1608     | De Cambon                      |           |                                                            |
| 25 mars 1608      | 25 mars 1609     | François De Vic                |           |                                                            |
| 25 mars 1609      |                  | François De Garthoule          |           |                                                            |
| 25 mars 1612      | 25 mars 1613     | Pierre De Tourbes              |           | Sieur De Claustre                                          |
| 25 mars 1613      | 25 mars 1614     | Jean Bourguinhon               |           |                                                            |
| 25 mars 1614      | 25 mars 1615     | Jean D'Augier                  |           | Sieur De Mouthouze                                         |
| 25 mars 1615      | mars 1616        | Antoine Praty                  |           | Médecin                                                    |
| mars 1616         | 25 mars 1617     | Pierre De Bru                  |           |                                                            |
| 25 mars 1617      | 25 mars 1618     | Pierre De Moulinier            |           |                                                            |
| 25 mars 1618      | 25 mars 1619     | Marc Antoine D'Auzier          |           |                                                            |
| 25 mars 1619      | 25 mars 1620     | François De La Vernhe          |           | Sieur De Cambon                                            |
| 25 mars 1620      |                  | De Guibbal                     |           | Sieur De La Doux                                           |
| 25 mars 1627      | 25 mars 1628     | François Soulette              |           |                                                            |
| 25 mars 1628      | 25 mars 1629     | François De Guibbal            |           | Sieur de Sarrouguié                                        |
| 25 mars 1629      | 25 mars 1630     | François De La Roque           |           | Sieur de La Roque                                          |
| 25 mars 1630      | 25 mars 1631     | Pierre De Gleizes              |           |                                                            |
| 25 mars 1631      | 25 mars 1632     | François De Vic                |           | Sieur Del Fau                                              |
| 25 mars 1632      |                  | Paul Chabbert                  |           |                                                            |
| 25 mars 1682      | 25 mars 1683     | Jean Gleizes                   |           | Sieur De La Rouquette                                      |
| 25 mars 1683      | 25 mars 1684     | François De Vic                |           | Sieur Del Fau                                              |
| 25 mars 1684      |                  | Antoine Gayraud                |           | Avocat en parlement, juge de Saint-Pons                    |
| 25 mars 1692      | 1694             | Pierre De Molinier             |           | Sieur De La Fajolle                                        |
| 14 février 1694   | 25 mars 1694     | Pierre De Fleiver              |           | Sieur De La Devèze                                         |
| 25 mars 1694      | 26 novembre 1694 | François-Lin De Bougairoux     |           | Sieur De Copujol                                           |
| 26 novembre 1694  | 25 mars 1696     | Antoine Gayraud                |           | Juge                                                       |
| 25 mars 1696      | mai 1696         | François Devic                 |           |                                                            |
| mai 1696          | octobre 1717     | Antoine Gayraud                |           | Juge, conseiller du roi                                    |
| octobre 1717      | 25 mars 1718     | Joseph Gayraud                 |           | Viguier, Sieur De Lasserre                                 |
| 25 mars 1718      | 25 mars 1719     | De Fleyres                     |           |                                                            |
| 25 mars 1719      | 25 mars 1720     | Jean De Clerc                  |           | Sieur De Baissescure                                       |
| 25 mars 1720      | 25 mars 1721     | De Brugairoux                  |           |                                                            |
| 25 mars 1721      | 25 mars 1722     | De Lasserre De Fleyres         |           |                                                            |
| 25 mars 1724      | 25 mars 1729     | D'Estival                      |           |                                                            |
| 25 mars 1729      | 25 mars 1731     | De Lasserre De Fleyres         |           |                                                            |
| 25 mars 1731      | 25 mars 1732     | Gléon De Durban                |           |                                                            |
| 25 mars 1732      | 25 mars 1733     | Pradal fils                    |           |                                                            |
| 25 mars 1733      | 25 mars 1734     | Joseph Pradal                  |           |                                                            |
| 25 mars 1734      | 12 décembre 1734 | Pradal fils                    |           |                                                            |
| 12 décembre 1734  | 25 mars 1735     | Guibal                         |           |                                                            |
| 25 mars 1735      | 1738             | Joseph Vidal                   |           |                                                            |
| 1738              | 11 février 1738  | Antoine De Cabrol              |           |                                                            |
| 11 février 1738   | 25 mars 1739     | D'estival                      |           |                                                            |
| 25 mars 1739      | 25 mars 1740     | De Brugairoux De Saint-Massal  |           |                                                            |
| 25 mars 1740      | 25 mars 1741     | Jean De Gairaud                |           | Sieur De Laserre                                           |
| 25 mars 1741      | 25 mars 1743     | Antoine De Cabrol              |           | Sieur De Rieumajou                                         |
| 15 septembre 1743 |                  | Jean-Baptiste Grenier Del Fau  |           |                                                            |
| 25 mars 1756      | 25 mars 1758     | Jean-Baptiste Grenier Del Fau  |           |                                                            |
| 25 mars 1758      | 25 mars 1759     | Philippe Verlhiac              |           | Avocat en parlement                                        |
| 25 mars 1759      | 25 mars 1762     | Jean-Baptiste Grenier Del Fau  |           |                                                            |
| 25 mars 1762      | 25 mars 1763     | Marc Antoine De Gleizes        |           | Sieur De La Blanque                                        |
| 25 mars 1763      | 25 mars 1766     | Jean François De Michelet      |           |                                                            |
| 25 mars 1766      | 25 mars 1767     | Pierre Jean François Castelbon |           | Avocat                                                     |
| 25 mars 1767      | 25 mars 1769     | Jean-Baptiste Mas              |           |                                                            |
| 25 mars 1769      | 25 mars 1770     | Vidal                          |           |                                                            |
| 25 mars 1770      | 25 mars 1771     | Peyronnet                      |           |                                                            |
| 25 mars 1771      | 25 mars 1777     | Jean Guiraud aîné              |           | Marchand                                                   |
| 25 mars 1777      | 25 mars 1782     | Peyronnet                      |           |                                                            |
| 25 mars 1782      | 25 mars 1783     | Philippe Pigot                 |           |                                                            |
| 25 mars 1783      | 25 mars 1790     | Vidal                          |           |                                                            |
| 26 février 1790   | 18 novembre 1791 | Aymé Pigot                     |           | Négociant                                                  |
| 18 novembre 1791  | 14 décembre 1792 | Tarbouriech                    |           |                                                            |
| 14 décembre 1792  | 5 décembre 1793  | Roque fils aîné                |           |                                                            |
| 5 décembre 1793   | 29 juin 1795     | André Guiraud                  |           |                                                            |
| 29 juin 1795      |                  | Barre                          |           |                                                            |
| 1800              | février 1803     | Bouisson                       |           |                                                            |
| avril 1803        | mai 1813         | Guiraud                        |           |                                                            |
| août 1813         | juin 1815        | Figuière                       |           |                                                            |
| novembre 1815     | août 1829        | Guiraud                        |           |                                                            |
| septembre 1829    | mars 1832        | Pascal Thomassin               |           |                                                            |
| mars 1832         | 3 décembre 1840  | Granier                        |           |                                                            |
| 3 décembre 1840   | mars 1847        | Barthélémy Saisset             |           |                                                            |
| juin 1847         | mars 1848        | Alexis Sompayrac               |           |                                                            |
| mars 1848         | novembre 1848    | Sabatier                       |           |                                                            |
| novembre 1848     | janvier 1849     | Migaud                         |           |                                                            |
| janvier 1849      | 25 février 1852  | Granier                        |           |                                                            |
| 15 février 1852   | 5 septembre 1870 | Xavier Bouisson                |           |                                                            |
| 5 septembre 1870  | 14 mai 1871      | Gabriel Hortala                |           |                                                            |
| 14 mai 1871       | juin 1871        | Hippolyte Benoit               |           |                                                            |
| juin 1871         | 24 février 1878  | Auguste Galinier               |           |                                                            |
| 24 février 1878   | 18 mai 1884      | Ediste Arcangel                |           |                                                            |
| 18 mai 1884       | 3 octobre 1886   | Martial Sabatier               |           |                                                            |
| 3 octobre 1886    | 9 octobre 1887   | Martin Barthier                |           |                                                            |
| 9 octobre 1887    | 15 mai 1892      | Charles Azaïs                  |           |                                                            |
| 15 mai 1892       | 26 décembre 1909 | Eugène Arcangel                |           |                                                            |
| 26 décembre 1909  | 18 février 1912  | Denis Cros                     |           |                                                            |
| 18 février 1912   | 9 décembre 1919  | Auguste Rouanet                |           |                                                            |
| 9 décembre 1919   | 22 mai 1922      | Joseph Sahuc                   |           |                                                            |
| 22 mai 1922       | 1 juin 1923      | Eugène Roussel                 |           |                                                            |
| 1 juin 1923       | 5 mars 1943      | Paul Molle                     |           |                                                            |
| 25 mars 1943      | 29 août 1944     | Henry Azaïs                    |           | Notaire                                                    |
| 30 août 1944      | 19 octobre 1947  | Émile Fontès                   |           | Industriel ; Président du Comité de Libération             |
| 19 octobre 1947   | 28 mars 1965     | Raoul Fontès                   |           |                                                            |
| 28 mars 1965      | 1977             | Jean Gleizes                   |           | Notaire, conseiller général                                |
| 1977              | 1989             | Georgette Tailhades            | PS        | Conseillère générale                                       |
| 1989              | juin 1995        | Christian Galtier              |           | Directeur d’école                                          |
| juin 1995         | octobre 2012     | Kléber Mesquida                | PS        | Député, démissionne après son élection au mandat de député |
| octobre 2012      | mars 2014        | Christian Auzias               | PS        |                                                            |
| mars 2014         | mars 2020        | Georges Cèbe                   | DVG       |                                                            |
| mars 2020         | En cours         | André Arrouche                 |           |                                                            |

## Démographie
L'évolution du nombre d'habitants est connue à travers les recensements de la population effectués dans la commune depuis 1793. Pour les communes de moins de 10 000 habitants, une enquête de recensement portant sur toute la population est réalisée tous les cinq ans, les populations de référence des années intermédiaires étant quant à elles estimées par interpolation ou extrapolation. Pour la commune, le premier recensement exhaustif entrant dans le cadre du nouveau dispositif a été réalisé en 2005.

En 2022, la commune comptait 1 718 habitants, en évolution de −9,2 % par rapport à 2016 (Hérault : +7,49 %, France hors Mayotte : +2,11 %).
| 1793  | 1800  | 1806  | 1821  | 1831  | 1836  | 1841  | 1846  | 1851  |
| ----- | ----- | ----- | ----- | ----- | ----- | ----- | ----- | ----- |
| 4 457 | 4 506 | 4 990 | 5 529 | 6 267 | 6 995 | 7 128 | 7 271 | 7 056 |

| 1856  | 1861  | 1872  | 1876  | 1881  | 1886  | 1891  | 1896  | 1901  |
| ----- | ----- | ----- | ----- | ----- | ----- | ----- | ----- | ----- |
| 6 652 | 6 497 | 5 832 | 5 809 | 5 687 | 3 562 | 3 247 | 3 049 | 3 040 |

| 1906  | 1911  | 1921  | 1926  | 1931  | 1936  | 1946  | 1954  | 1962  |
| ----- | ----- | ----- | ----- | ----- | ----- | ----- | ----- | ----- |
| 2 950 | 2 738 | 2 638 | 3 137 | 3 157 | 2 917 | 2 649 | 3 083 | 2 900 |

| 1968  | 1975  | 1982  | 1990  | 1999  | 2005  | 2006  | 2010  | 2015  |
| ----- | ----- | ----- | ----- | ----- | ----- | ----- | ----- | ----- |
| 3 267 | 3 117 | 2 733 | 2 566 | 2 287 | 2 195 | 2 157 | 2 062 | 1 892 |

| 2020  | 2022  | - | - | - | - | - | - | - |
| ----- | ----- | - | - | - | - | - | - | - |
| 1 749 | 1 718 | - | - | - | - | - | - | - |

## Économie

### Revenus
En 2018, la commune compte 840 ménages fiscaux, regroupant 1 608 personnes. La médiane du revenu disponible par unité de consommation est de 16 940 € (20 330 € dans le département).

### Emploi
|                | 2008   | 2013   | 2018   |
| -------------- | ------ | ------ | ------ |
| Commune        | 12 %   | 15,2 % | 12,8 % |
| Département    | 10,1 % | 11,9 % | 12 %   |
| France entière | 8,3 %  | 10 %   | 10 %   |

En 2018, la population âgée de 15 à 64 ans s'élève à 956 personnes, parmi lesquelles on compte 65,4 % d'actifs (52,6 % ayant un emploi et 12,8 % de chômeurs) et 34,6 % d'inactifs,. Depuis 2008, le taux de chômage communal (au sens du recensement) des 15-64 ans est supérieur à celui de la France et du département.
La commune est hors attraction des villes,. Elle compte 1 140 emplois en 2018, contre 1 169 en 2013 et 1 220 en 2008. Le nombre d'actifs ayant un emploi résidant dans la commune est de 521, soit un indicateur de concentration d'emploi de 218,9 % et un taux d'activité parmi les 15 ans ou plus de 41,2 %.
Sur ces 521 actifs de 15 ans ou plus ayant un emploi, 380 travaillent dans la commune, soit 73 % des habitants. Pour se rendre au travail, 68 % des habitants utilisent un véhicule personnel ou de fonction à quatre roues, 1,9 % les transports en commun, 21,6 % s'y rendent en deux-roues, à vélo ou à pied et 8,4 % n'ont pas besoin de transport (travail au domicile).

### Activités hors agriculture

#### Secteurs d'activités
229 établissements sont implantés  à Saint-Pons-de-Thomières au 31 décembre 2019. Le tableau ci-dessous en détaille le nombre par secteur d'activité et compare les ratios avec ceux du département,.
| Secteur d'activité                                                                                        | Commune | Commune | Département |
| Secteur d'activité                                                                                        | Nombre  | %       | %           |
| --- | ------- | ------- | ----------- |
| Ensemble                                                                                                  | 229     | 100 %   | (100 %)     |
| Industrie manufacturière, industries extractives et autres                                                | 15      | 6,6 %   | (6,7 %)     |
| Construction                                                                                              | 29      | 12,7 %  | (14,1 %)    |
| Commerce de gros et de détail, transports, hébergement et restauration                                    | 54      | 23,6 %  | (28 %)      |
| Information et communication                                                                              | 4       | 1,7 %   | (3,3 %)     |
| Activités financières et d'assurance                                                                      | 13      | 5,7 %   | (3,2 %)     |
| Activités immobilières                                                                                    | 15      | 6,6 %   | (5,3 %)     |
| Activités spécialisées, scientifiques et techniques et activités de services administratifs et de soutien | 32      | 14 %    | (17,1 %)    |
| Administration publique, enseignement, santé humaine et action sociale                                    | 41      | 17,9 %  | (14,2 %)    |
| Autres activités de services                                                                              | 26      | 11,4 %  | (8,1 %)     |

Le secteur du commerce de gros et de détail, des transports, de l'hébergement et de la restauration est prépondérant sur la commune puisqu'il représente 23,6 % du nombre total d'établissements de la commune (54 sur les 229 entreprises implantées  à Saint-Pons-de-Thomières), contre 28 % au niveau départemental.

#### Entreprises et commerces
Les cinq entreprises ayant leur siège social sur le territoire communal qui génèrent le plus de chiffre d'affaires en 2020 sont : 
- Potomac, supermarchés (5 619 k€) ;
- Gary Freres, commerce de gros (commerce interentreprises) de matériel agricole (1 221 k€) ;
- BRMI, fabrication d'équipements aérauliques et frigorifiques industriels (1 015 k€) ;
- Groupe Marcory, activités des sociétés holding (436 k€) ;
- BSMB Boulangerie, boulangerie et boulangerie-pâtisserie (224 k€).

La commune héberge une antenne de la Chambre de commerce et d'industrie de Béziers Saint-Pons.
Les carrières des « Marbres de France » sont situées sur la commune de Saint-Pons. Sur un même site, elles extraient six variétés de marbre de couleurs différentes selon leur zone d’extraction : le Kuros Doré, le Kuros Fleur de pêcher, le Rouge de St-Pons, le Kuros Perde de nacre, le Noisette Fleury et le Skyros. Grâce à ses qualités techniques et esthétiques, le marbre de Saint-Pons est très prisé des sculpteurs mais aussi des architectes et des professionnels de l'aménagement d'intérieur.

### Agriculture
|               | 1988 | 2000 | 2010 | 2020 |
| ------------- | ---- | ---- | ---- | ---- |
| Exploitations | 33   | 15   | 7    | 7    |
| SAU (ha)      | 334  | 359  | 673  | 435  |

La commune est dans les « Plateaux du Sommail et de l'Espinouze », une petite région agricole occupant une frange nord-ouest du département de l'Hérault. En 2020, l'orientation technico-économique de l'agriculture  sur la commune est l'élevage de volailles. Sept exploitations agricoles ayant leur siège dans la commune sont dénombrées lors du recensement agricole de 2020 (33 en 1988). La superficie agricole utilisée est de 435 ha,,.

## Culture locale et patrimoine

### Lieux et monuments

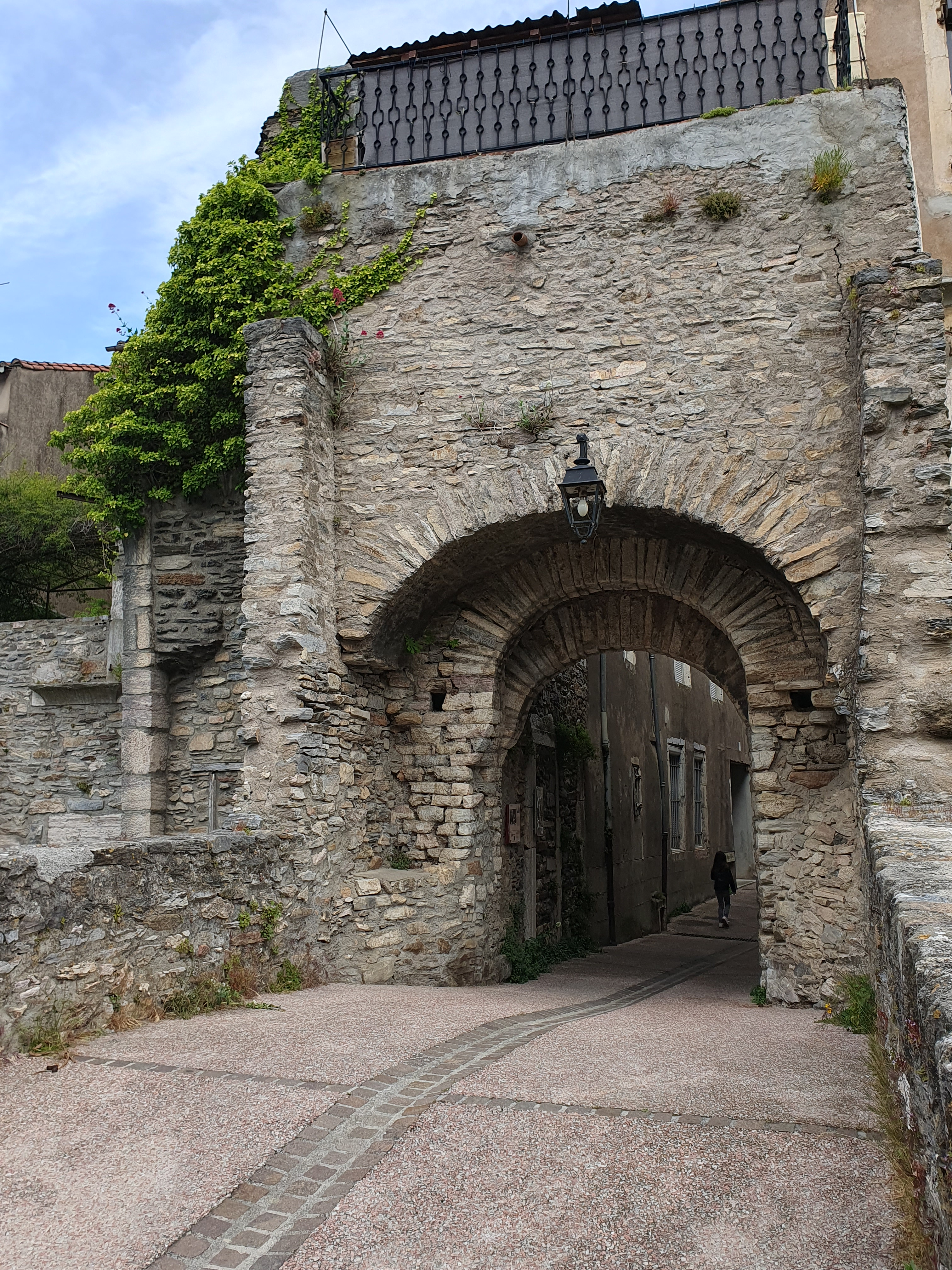
Porte fortifiée d'Entre-Deux-Villes reliant le bourg de Thomières à la Ville-Mage de Saint-Pons.

- La cathédrale Saint-Pons était à l'origine une abbatiale fondée en 936 et érigée en cathédrale en 1317, l'église fut construite vers 1100. Fortifiée au XIIIe siècle puis remaniée et transformée au XVIIIe après le pillage huguenot de 1567. Seule la face nord conserve le crènelage et les meurtrières des deux tours de l'époque de fortification de l'édifice. L'édifice a été classé au titre des monuments historiques en 1840[80]. De nombreux objets sont référencés dans la base Palissy (voir les notices liées)[80].
- Église Saint-Martin-du-Jaur de Saint-Pons-de-Thomières. Les restes de l'ancienne église ont été inscrits au titre des monuments historiques en 1984[81].
- Chapelle Notre-Dame des pénitents de Saint-Pons-de-Thomières.
- Chapelle Notre-Dame-du-Jaur de Saint-Pons-de-Thomières. Elle aurait été construite par un cavalier qui s'était perdu au cours d'un orage et qui aurait été guidé grâce à l'intervention de la Vierge. En remerciement, le chevalier aurait édifié cette chapelle. Elle a été détruite après la prise de la ville par les protestants, en 1567. Elle a été reconstruite en 1637 en la dotant d'un beau retable baroque.
- L'hôtel de ville qui occupe l'emplacement de l'ancien évêché. De la partie ancienne subsiste une tour qui a fait l'objet d'un classement au titre des monuments historiques le 30 juillet 1963[82].
- L'ancien évêché situé à la place du Foirail date des XIVe et XVe siècles, a subi les assauts au temps des guerres de religion, et a été partagé au moment de la Révolution. De nouvelles constructions ont modifié l'ensemble. Les vestiges de l'enceinte et le passage voûté dit La Portenelle ont été inscrits au titre des monuments historiques le 21 octobre 1993[83].

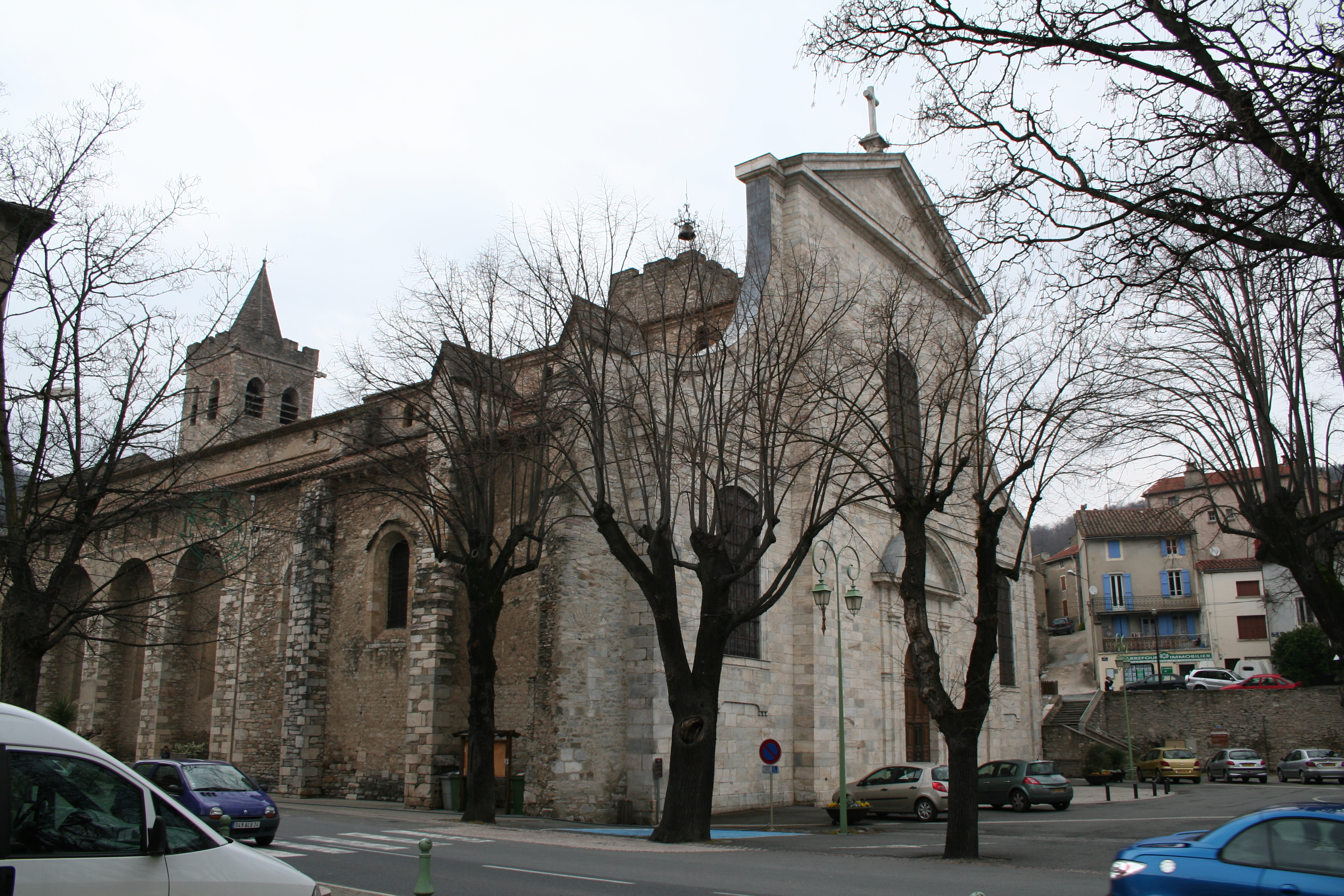
Cathédrale - mur méridional.
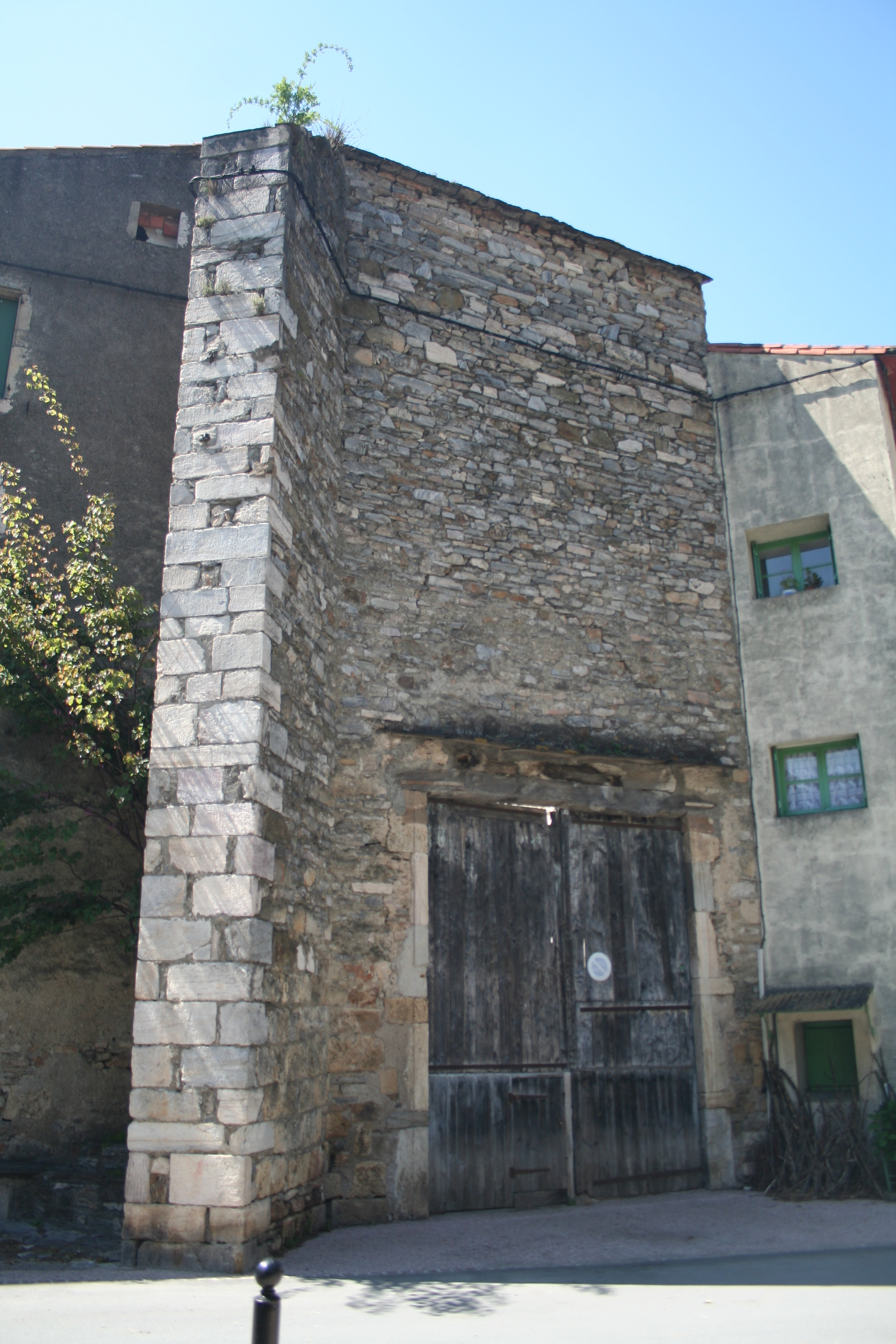
Ancienne église Saint-Martin-du-Jaur - entrée.
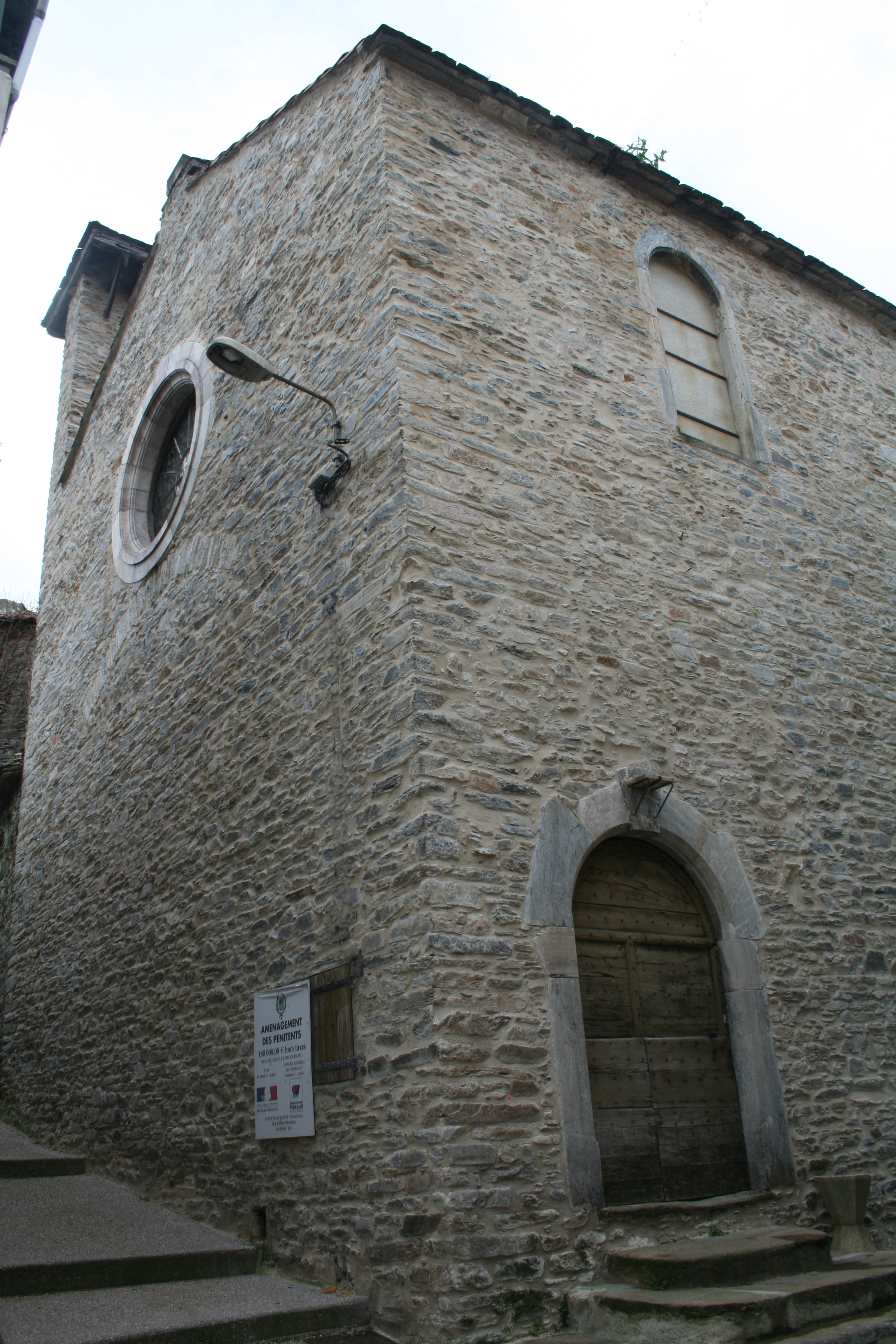
Ancienne chapelle des Pénitents.
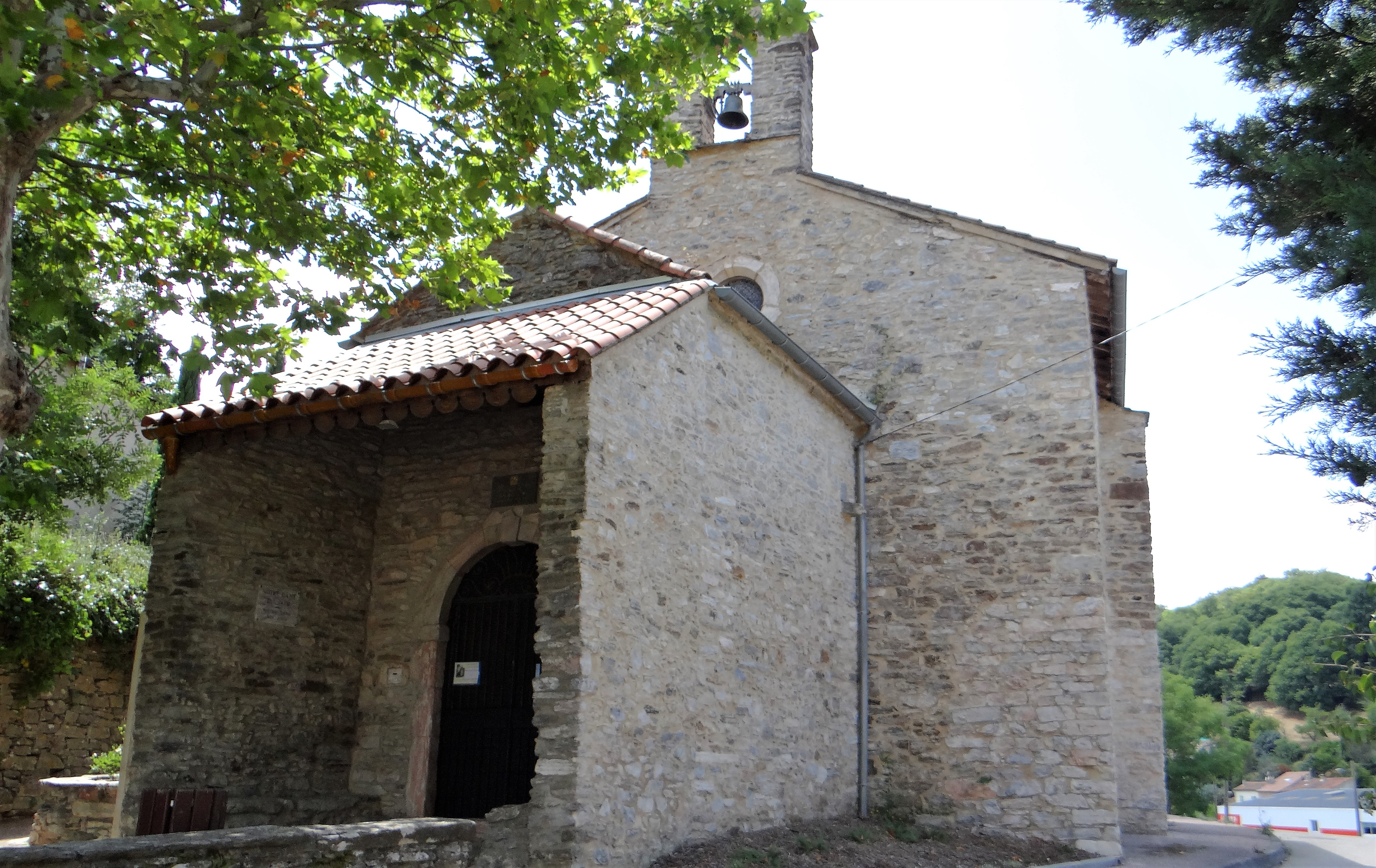
Chapelle Notre-Dame-du-Jaur.

### Personnalités liées à la commune
- Pons de Cimiez, saint martyr chrétien.
- Ramire II d'Aragon, roi d'Aragon
- Jean-Joseph Rocque, homme politique né le 5 mai 1749 à Saint-Pons-de-Thomières (Hérault) et décédé à une date inconnue.
- Thomas de Treil de Pardailhan, député de Paris pendant la Révolution (1791-1792)
- Melchior Barthès (1818-1886), pharmacien, botaniste, et poète occitan
- Henri de Bornier, homme de lettres
- Ferdinand Fabre, romancier
- Pierre Cahuzac, international de football
- Pierre Blondeau, buraliste injustement mis en cause dans l'« affaire du corbeau »
- Kléber Mesquida, homme politique